# جاي كروفورد
جاي كروفورد (بالإنجليزية: Jai Crawford )‏ (و. 1983  م) هو راكب دراجة هوائية أسترالي، ولد في هوبارت.

## سباقات أو مراحل فاز بها
| التاريخ        | السباق                     | المركز                  |
| -------------- | -------------------------- | ----------------------- |
| 25 يناير 2007  | Tour of Siam 2007          | الفائز في التصنيف العام |
| 08 يوليو 2007  | 2007 Tour del Este de Java |                         |
| 06 أبريل 2008  | 2008 Tour del Este de Java |                         |
| 25 مايو 2008   | طواف اليابان 2008          |                         |
| 15 فبراير 2009 | طواف لانكاوي 2009          |                         |
| 26 أبريل 2009  | 2009 Jelajah Malaysia      |                         |
| 14 يونيو 2009  | طواف كوريا 2009            |                         |
| 13 مايو 2012   | طواف ماليزيا 2012          |                         |
| 10 يونيو 2012  | طواف سنجكارك 2012          |                         |
| 07 مايو 2016   | طواف لجين 2016             | الفائز في التصنيف العام |
| 13 نوفمبر 2016 | طواف أوكيناوا 2016         |                         |
| 21 فبراير 2017 | طواف الفلبين 2017          | الفائز في التصنيف العام |
| 22 سبتمبر 2017 | 2017 Tour de Moluccas      |                         |

## روابط خارجية
- جاي كروفورد على موقع الاتحاد الدولي للدراجات (الإنجليزية)
- جاي كروفورد على موقع أرشيف الدراجات (الإنجليزية)
- جاي كروفورد على موقع إحصائيات الدراجات الإحترافية (الإنجليزية)
- جاي كروفورد على موقع نسبة الدراجات (الإنجليزية)